# Colobochyla mabillealis
Colobochyla mabillealis är en fjärilsart som beskrevs av Pierre E.L. Viette 1954. Colobochyla mabillealis ingår i släktet Colobochyla och familjen nattflyn. Inga underarter finns listade i Catalogue of Life.